# Pontpierre (Moselle)
Pontpierre település Franciaországban, Moselle megyében. Lakosainak száma 751 fő (2022. január 1.). Pontpierre Faulquemont, Guessling-Hémering, Laudrefang, Teting-sur-Nied, Tritteling-Redlach és Vahl-lès-Faulquemont községekkel határos.

## Népesség
A település népességének változása:
| Lakosok száma | 590  | 579  | 661  | 795  | 745  | 733  | 724  | 733  | 743  | 751  |
|               | 1968 | 1982 | 1990 | 2006 | 2013 | 2015 | 2017 | 2019 | 2020 | 2022 |